# 1994 videójátékai

## Események és megjelent játékok

### Megjelent játékok
- március 19. - Super Metroid
- szeptember 30. - Doom II: Hell on Earth
- november 18. - Donkey Kong Country
- Heretic
- Reunion
- Transport Tycoon
- Dark Sun: A Pusztító ébredése

## Kiegészítők
- The Lost Episodes of Doom (Doom)
- Heretic: Shadow of the Serpent Riders (Heretic)